# 루크 윌크셔
루크 윌크셔(영어: Luke Wilkshire, 1981년 10월 2일 ~ )는 오스트레일리아의 전 축구 선수로서 포지션은 라이트 백이다.